# 主神

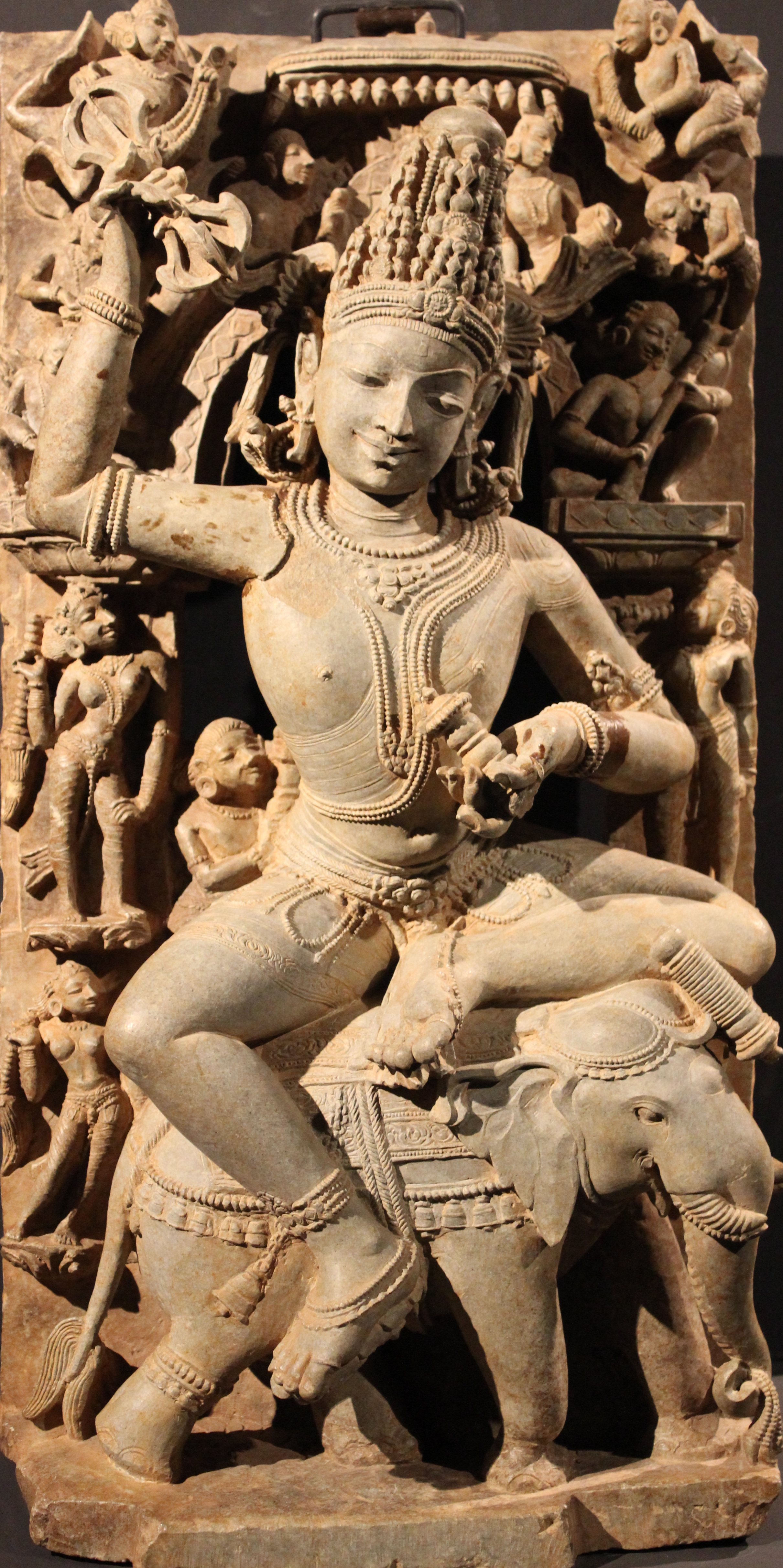
因陀罗, 印度主神

在许多多神論系统中有种趋势：其中一个神（通常为男性）拥有主神或众神之王的卓越地位。这种倾向与人类历史上政治权力与阶级制度的发展相并行，在这种制度中君主拥有人事的最终决定权。神系中的其他神祇通常以家庭、臣属关系与主神相连结。

## 主神的变迁
按女性主义理论，父權制取代母權制，男性天空神或取代了女性地母神。从历史观点上说，历史上的社会事件，比如战争侵略或权力更迭，导致人们信仰的前任神王被新的神祇所取代而成为退隐神，很多至高神都因此而退隐。
主神被取代的例子:
- 在美索不达米亚阿努纳奇，恩利爾取代安努并反过来被马尔杜克所取代。[2]
- 古埃及九柱神和八元神，奥西里斯被赛特取代并反过来被荷鲁斯所取代。
- 迦南神系中，巴力取代埃爾。
- 赫梯神系库玛尔比（英语：Kumarbi）被泰舒普取代。
- 亞美尼亞的阿拉马兹德。
- 吠陀教因陀罗取代了特尤斯，随着吠陀教进化为婆罗门印度教，三位一体的梵天、湿婆、毗湿奴夺取了祂的保佑职能尽管因陀罗仍是神王与天界之主。
- 古希腊神系中，克洛诺斯取代乌拉诺斯，而被宙斯取代。

另一种趋势是主神夺取越来越多且重要的地位，从次要的神祇綜攝占有其属性与职能以成为单一的最高神。例如:
- 波斯的琐罗亚斯德教的阿胡拉·馬茲達
- 印度教中具有其他所有神祇神性精华的梵天、湿婆、毗湿奴三位一体，被认为是一元论，一种非个人力量称之为梵。
- 以色列和迦南的风暴与战士之神雅威取代埃爾成为雅威教（英语：Yahwism）主神，在巴比伦囚虏之后吸收埃爾、巴力、亚舍拉等成为犹太教唯一神。
- 阿拉伯宗教的胡巴勒与安拉。

## 各神系主神列表
- 澳洲土著宗教（英语：Australian_Aboriginal_mythology）: 柏雅瑪（英语：Baiame）
- 阿尔冈昆宗教（英语：Anishinaabe_traditional_beliefs）: Gitche Manitou（英语：Gitche Manitou）
- 阿散蒂宗教（英语：Ashanti mythology）: 尼阿美（英语：Nyame）
- 阿拉伯传统异教: 安拉、胡巴勒
- 阿茲特克宗教: 維齊洛波奇特利或奧梅堤奧托或魁札爾科亞特爾
- 迦南宗教（英语：Ancient Canaanite religion）: 埃爾→巴力 (现在通常等同于哈達德（英语：hadad）)
- 巴斯克宗教（英语：Basque_mythology）: Sugaar（英语：Sugaar）或Mari（英语：Mari_(goddess)）
- 迦太基宗教（英语：Religion_in_Carthage）: 巴耳·哈蒙
- 凯尔特宗教: 达格达_(神话)（英语：the_Dagda）
- 切尔克斯宗教（英语：Habze）: Theshxwe
- 日月教（英语：Donyi-Polo）: Sedi或Jimi
- 达荷美宗教（英语：Dahomean_religion）: 那那-布卢库
- 传统柏柏尔宗教（英语：Traditional_Berber_religion）: 阿蒙
- 古埃及宗教: 拉→阿蒙
- 芬蘭神話: 烏科
- 日耳曼宗教（英语：Germanic_mythology）: 奥丁
- 格鲁吉亚宗教: 阿玛兹（英语：Armazi_(god)）、Ghmerti
- 古希臘宗教: 宙斯
- 瓜拉尼宗教: 杜巴（英语：Tupã_(mythology)）
- 海达宗教（英语：Haida_mythology）: 渡鴉
- 夏威夷宗教（英语：Hawaiian_religion）: 卡尼（英语：Kāne）
- 巴塔克宗教（英语：Batak_mythology）: Debata Ompung Mulajadi na Bolon→Batara Guru（英语：Batara Guru）
- 婆羅門教: 因陀羅
- 毗濕奴派: 毗濕奴
- 黑天教（英语：Krishnaism）: 黑天
- 濕婆教: 濕婆
- 沙克達教: 摩诃提毗
- 太阳派（英语：Saura (Hinduism)）: 蘇利耶
- 群主派（英语：Ganapatya）: 象头神
- 鸠摩罗派（英语：Kaumaram）: 室建陀
- 耆那教: 耆那教不崇拜天神，而天神崇拜蒂爾丹嘉拉
- 佛教: 佛教敬奉但不皈依神明，視釋迦佛為众神之神（devātideva）「天中天」[3]
- 达罗毗荼宗教（英语：Dravidian folk religion）: Seyyon、Mayyon、Vendhan、Kotravi
- 赫梯宗教（英语：Hittite mythology）: 阿丽娜（英语：Arinna）或特舒卜（英语：Teshub）
- 霍皮宗教（英语：Hopi mythology）: Angwusnasomtaka（英语：Angwusnasomtaka）
- 印加宗教: 维拉科查
- 因纽特宗教（英语：Inuit religion）: 安古塔
- 古罗马宗教: 朱庇特
- 拉科塔宗教（英语：Lakota mythology）: 哇肯·坦卡（英语：Wakan_Tanka）或Inyan（英语：Inyan）
- 立陶宛宗教: 狄厄瓦斯（英语：Dievas）
- 盧西塔尼亞宗教（英语：Lusitanian mythology）: Endovelicus（英语：Endovelicus）
- 马里宗教（英语：Mari religion）: Kugu Jumo
- 毛利宗教（英语：Māori mythology）: 塔尼（英语：Tāne）
- 玛雅宗教（英语：Maya_religion）: 胡纳波·库（英语：Hunab_Ku）
- 姆巴提宗教（英语：Mbuti mythology）: 昆瓦姆（英语：Khonvoum）
- 苏美尔宗教（英语：Sumerian_religi）: 安努→恩利爾
- 巴比伦宗教（英语：Babylonian_religion）: 马尔杜克
- 米沃克宗教（英语：Miwok mythology）: 郊狼（英语：Coyote_(mythology)）
- 穆伊斯卡宗教（英语：Muisca_mythology）: 奇米尼加瓜（英语：Chiminigagua）
- 納巴泰宗教（英语：Nabataean religion）: 杜沙纳（英语：Dushara）
- 奥塞梯宗教（英语：Assianism）: Xucau（英语：Xucau）
- 蒙古萨满教: 蒙哥·腾格里→霍尔姆斯塔·腾格里（英语：Qormusta Tengri）
- 突厥宗教（英语：Turkic mythology）: 凱拉（英语：Kayra）
- 北欧多神教: 奥丁
- 祆教: 阿胡拉·馬茲達
- 摩尼教: 明尊
- 儒教: 昊天上帝
- 太平道: 中黄太乙
- 干君道: 金闕帝君
- 五斗米道、天师道: 太上老君
- 文始派、楼观道、隱仙派： 老子
- 上清派: 元始天王
- 靈寶派: 元始上帝
- 北帝派、天心派：紫微北極大帝
- 神霄派：神霄玉清真王
- 清微派：清微道宗元始上帝
- 混元派：混元法主玄天上帝
- 太一道：太一
- 净明道：上清上帝
- 内丹诸派：東華帝君
- 玄武派：玄天上帝
- 天道教、甑山教: 桓因
- 神道教: 天之御中主神、天照大御神
- 菲律宾传统宗教（英语：Indigenous Philippine folk religions）: 巴特哈拉（英语：Bathala）、坎-拉翁（英语：Kan-Laon）
- 越南传统宗教（英语：Vietnamese mythology）: 天翁（英语：Ông Trời）
- 高臺教：高臺
- 萨米宗教（英语：Slavic religion）: 北威（英语：Beaivi）
- 斯拉夫宗教: 霹隆
- 伏都教: 本爹(Bondye)
- 约鲁巴宗教（英语：Yoruba_religion）: 奥罗伦（英语：Olorun）
- 祖鲁传统宗教（英语：Zulu traditional religion）: 乌库鲁库鲁（英语：Unkulunkulu）、溫葦陵甘吉（英语：Umvelinqangi）

## 特征
以下是大多数主神几乎共有的特征：
- 创造: 这些神祇大多数使用其能力进行了创造，比如创造世界、创造万物、创造语言文字、创造法律秩序、创造生命特别是创造人类。 例如: 拉, 奥丁。
- 支配天空: 祂们大多掌控着天空或其中一方面如风雨雷电、星辰等。他们同时也控制着地面上的丰收、生产、植物、山川等。例如: 宙斯、因陀罗、霹隆。
- 以闪电为武器: 常见于支配天空之神。
- 非凡的智慧: 一些主神拥有超凡的智慧与洞察力。例如: 拉、奥丁。
- 太阳之神、白昼或天火: 一些主神与太阳相关联，象征生命的赋予，标志着秩序。据说祂们掌管净化自然的天火。白昼亦是非常重要的，因为大多数事件发生在白昼。例如:拉、特尤斯
- 征服、法律、正义、秩序、时间和命运: 多数主神有能力掌控战争事件的胜负。祂们被视为完美的法律与秩序。祂们为各自文明显现强大的力量。一些神祇掌握重要的战争技巧或物理力量，有的能控制时间并调节季节，有的能有限的控制人类的命运。例如: 宙斯、奥丁、拉、因陀罗。
- 高于其他神祇的权利: 这也许因为祂是众神之父或创造了众神，众神宣誓效忠于祂。因此主神为确保各神祇职责，惩罚祂们的过错，授予或剥夺祂们等等。例如: 宙斯、因陀罗。
- 强大的对手: 在某些情况下，可能会有一个能匹敌当前神王的神祇并认为自己更能胜任神王之位。 通常结果是争斗与战争，例如: 拉与阿波菲斯、奥西里斯与赛特与荷鲁斯、霹隆与维列斯、因陀罗与阿修罗、宙斯与波塞冬、克洛诺斯与乌拉诺斯、堤丰与宙斯等等。